# Памятник Владимиру Великому (Москва)

Часть фигуры

Па́мятник Влади́миру Вели́кому — монументальное сооружение, установленное на Боровицкой площади в Москве по инициативе Российского военно-исторического общества и правительства города. Церемония открытия состоялась 4 ноября 2016 года.
В ходе полемики высказывались опасения, что его возведение, наравне с другими строительными работами в охранной зоне Московского Кремля и на его территории, ставит Кремль под угрозу исключения из списка Всемирного наследия ЮНЕСКО, однако, как заявил впоследствии Владимир Мединский, отчёты по возведению памятника, направленные в ЮНЕСКО, полностью удовлетворили эту организацию.

## История памятника
Проект памятника крестителю Руси Владимиру Святославичу уже на стадии разработки вызвал бурную реакцию общественности.
О планах установить в Москве ко Дню народного единства 4 ноября 2015 года памятник князю Владимиру Святославичу, приуроченный к тысячелетию со дня его кончины, стало известно в начале 2015 года. 11 февраля 2015 года Российское военно-историческое общество обнародовало информацию о том, что оно провело конкурс, на который было представлено 10 проектов — комиссия во главе с епископом Тихоном (Зайцевым) тайным голосованием остановила свой выбор на одном из двух проектов мастерской народного художника РФ Салавата Щербакова (архитектор Василий Данилов).

### Первоначальный адрес
Было объявлено, что монумент высотой 24 метра и весом 330 тонн должен быть установлен на Воробьёвых горах, у бровки холма — там, где находится популярная среди москвичей смотровая площадка. Был объявлен сбор средств на строительство, 25 февраля установку памятника поддержала Московская городская дума.
Однако территория, идущая от смотровой площадки и ниже, вплоть до Москвы-реки, относится к природному заказнику «Воробьёвы горы» и имеет статус особо охраняемой природной территории, не позволяющий проводить работы строительного характера — за исключением прямо относящихся к деятельности заказника. Также опасения вызывал выбор для строительства зоны, опасной с точки зрения оползневых процессов (из более чем 400 миллионов рублей, нужных для установки памятника, не менее 300 требовалось на работы по укреплению склона).
Подготовка памятника князю Владимиру к установке вызвала оживлённую общественную полемику. В частности, первоначальный проект его установки на Воробьёвых горах породил протестное общественное движение. В качестве основы протеста были выдвинуты такие доводы: Мосгордумой не был проведён ни положенный по закону открытый конкурс проектов, ни экологическая экспертиза, а само сооружение памятника на этом месте вступало в противоречие с законодательством об охране культурного наследия, вмешивалось в устоявшийся архитектурный ансамбль и фактически ликвидировало ценность смотровой площадки с её устоявшимися видами города, москвичи начали сбор подписей с требованием остановки проекта. 21 апреля было объявлено о создании общегородской коалиции в защиту Воробьёвых гор. К началу июня петицию подписало почти 60 тысяч человек. Также была создана петиция в поддержку решения Мосгордумы об установлении памятника, которую к концу мая подписали 52 тысячи человек.
Общественное движение «Архнадзор» предложило альтернативные варианты для установки памятника, сам скульптор Салават Щербаков не настаивал на смотровой площадке Воробьёвых гор: «Москва — прекрасный город, мест для размещения очень много» — при этом автор памятника был готов скорректировать его размеры.

### Окончательный адрес

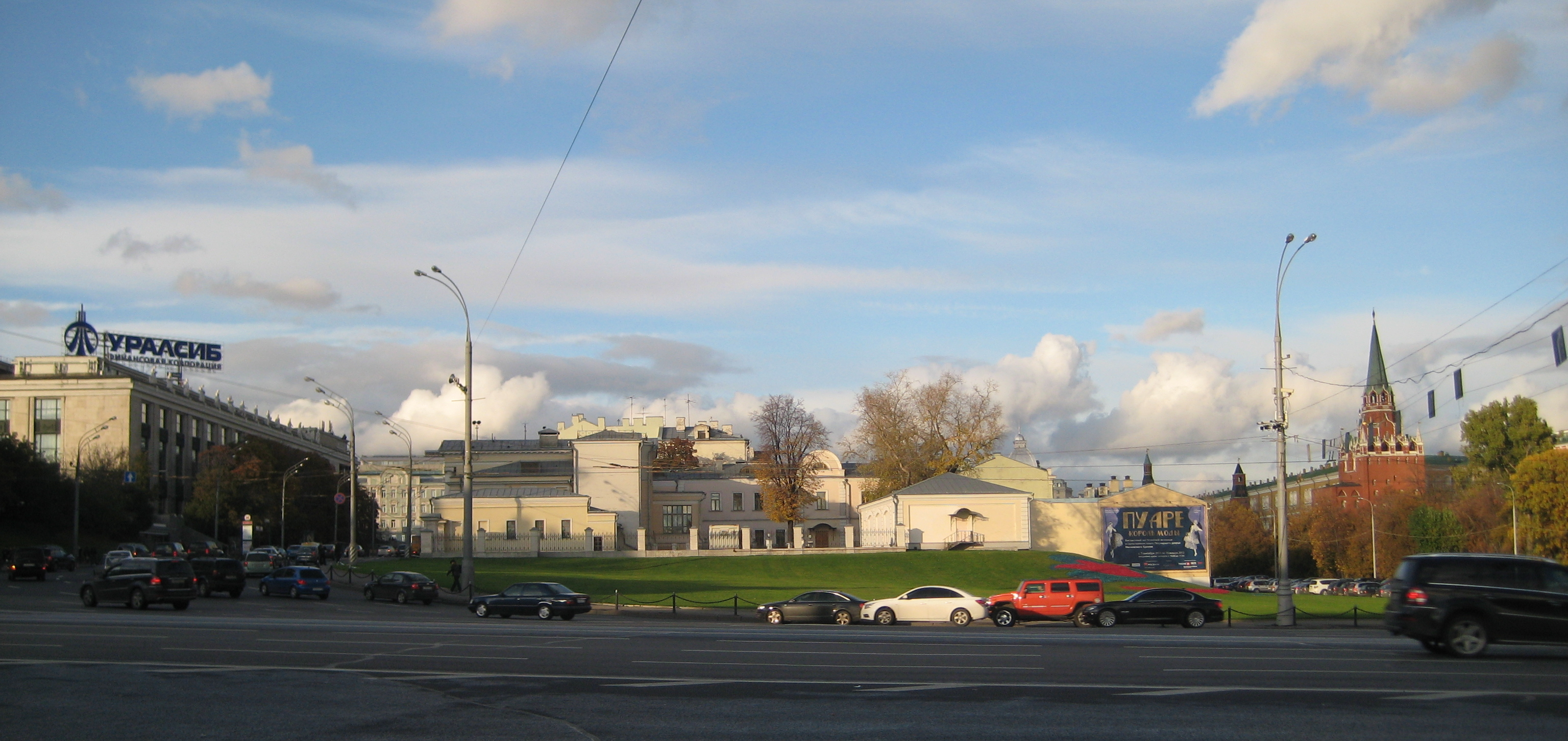
Место установки памятника в 2011 году.

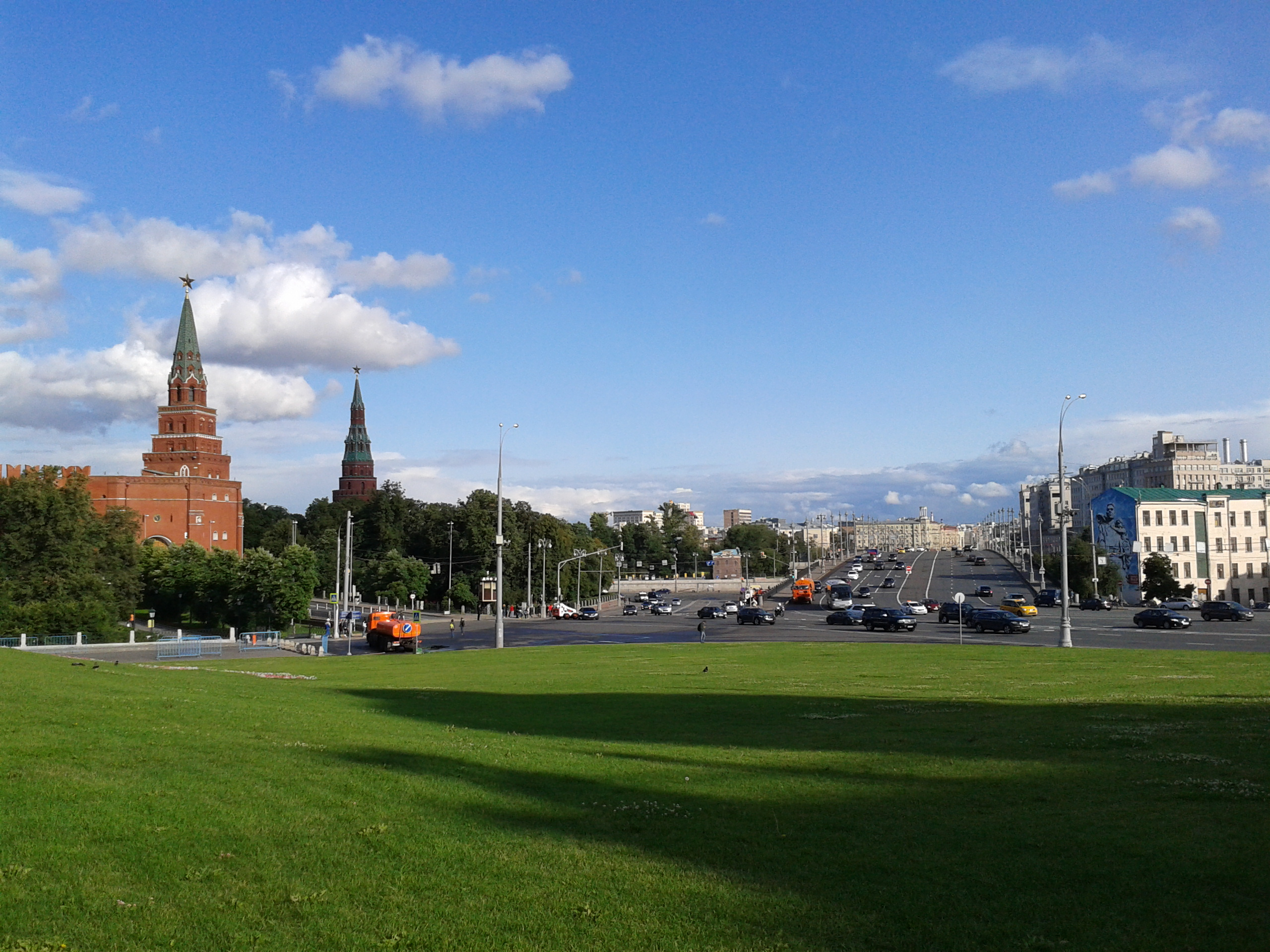
Место установки со стороны памятника, «взглядом Владимира».

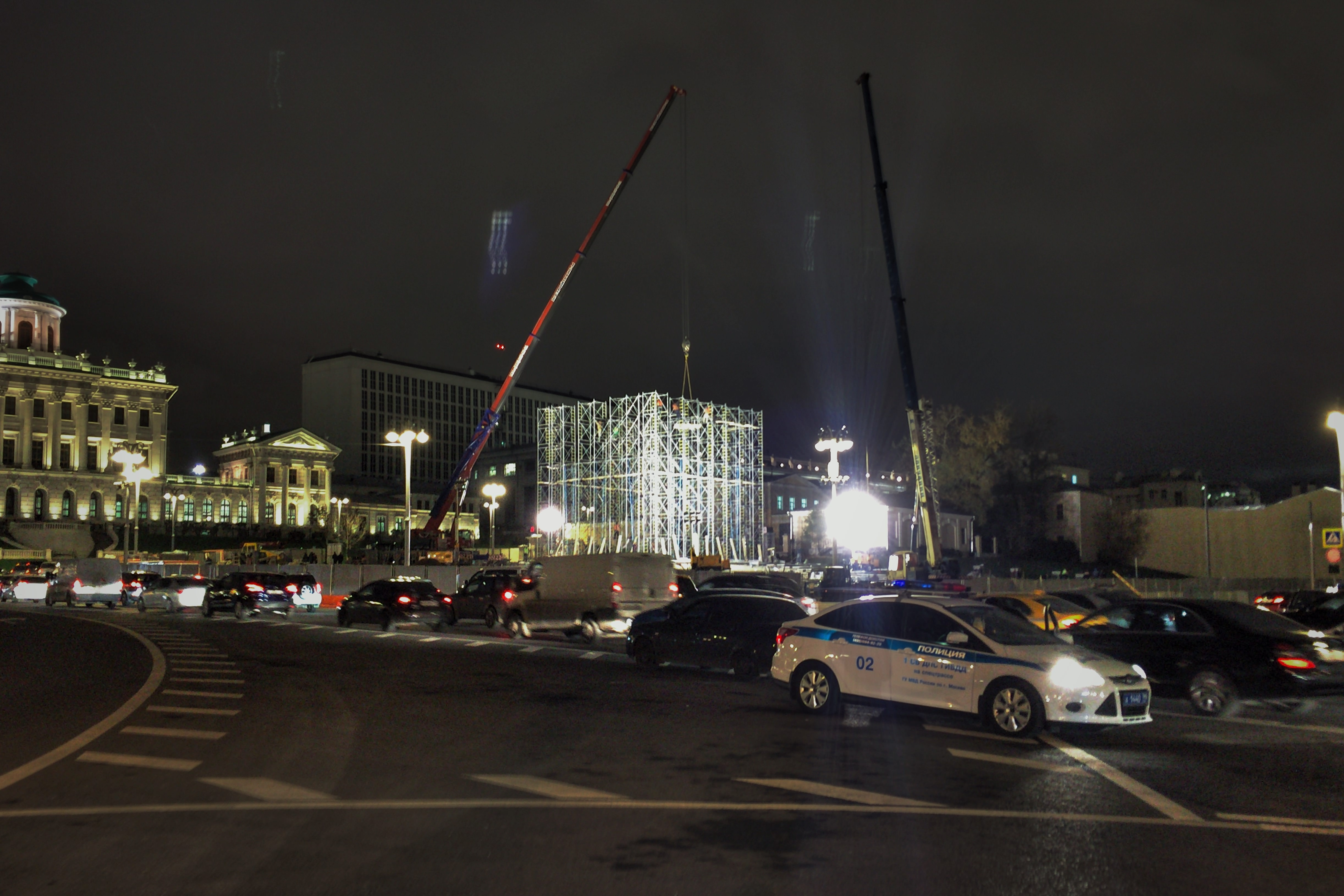
Процесс установки памятника в октябре 2016 года

В августе 2015 года московское правительство предложило москвичам выбрать место установки памятника путём голосования в мобильном приложении «Активный гражданин»: в качестве вариантов предлагались Лубянская площадь, парк «Зарядье» и Боровицкая площадь. Последний вариант набрал относительное большинство голосов — почти 35 % из 234,5 тысяч участников голосования.
Для выполнения планов по установке памятника участок площадью 7 000 м² по адресу Манежная улица, владение 7, в начале ноября 2015 года по запросу мэра города Сергея Собянина был передан из федеральной собственности в городскую.
Подготовка к установке на Боровицкой площади также вызвала бурное обсуждение.
В частности, как сообщил «Коммерсант» в августе 2015 года, подготовительные работы по установке начались без одобрения ЮНЕСКО, хотя Боровицкая площадь входит в буферную зону объекта всемирного наследия «Кремль и Красная площадь». (Одно время там планировалось возведение депозитария музея-заповедника «Московский Кремль», но в 2010 году власти отказались от этого проекта). Высота Кремлёвской стены колеблется от 5 до 19 метров, высота основного четверика Боровицкой башни — чуть более 16,5 метров.
Однако протоиерей Владимир Вигилянский, комментируя в конце августа 2015 года три варианта установки, выносившиеся на интернет-голосование (Боровицкую и Лубянскую площади, Зарядье), заявил, что каждый из них имеет свои преимущества в качестве места размещения памятника, но противники монумента будут искать любые предлоги для того, чтобы его не ставить:

Противники установления памятника в каждом из этих вариантов будут искать всевозможные предлоги, даже самые абсурдные, для своих протестов. Причина? Очень простая: цивилизационный выбор святого Владимира для создания русской государственности был связан с христианством — ненавистным как для крайне правых, так и для крайне левых.
3 ноября 2015 года Патриарх Кирилл освятил закладной камень на месте установки монумента.
Его монтаж начался в ночь на воскресенье 16 октября 2016 года.

### Открытие
Церемония открытия монумента состоялась в День народного единства 4 ноября 2016 года. На церемонии присутствовали Президент Российской Федерации Владимир Путин, Председатель Правительства Российской Федерации Дмитрий Медведев, министр культуры Владимир Мединский, мэр Москвы Сергей Собянин, члены Правительства, депутаты, представители общественных организаций, деятели науки, культуры и искусства. Памятник освятил Патриарх Московский и всея Руси Кирилл.
Памятник великому князю Киевскому Владимиру существенно превосходит по размеру расположенные неподалёку, в Александровском саду, памятники патриарху Гермогену и Александру I. Однако он, например, существенно уступает памятнику «В ознаменование 300-летия российского флота» (неофициально — памятник Петру I), высота которого — 98 м.
По заявлению министра культуры России Владимира Мединского, отчёты по возведению памятника были направлены в ЮНЕСКО и полностью удовлетворили организацию.